# Kanopus-Dekret

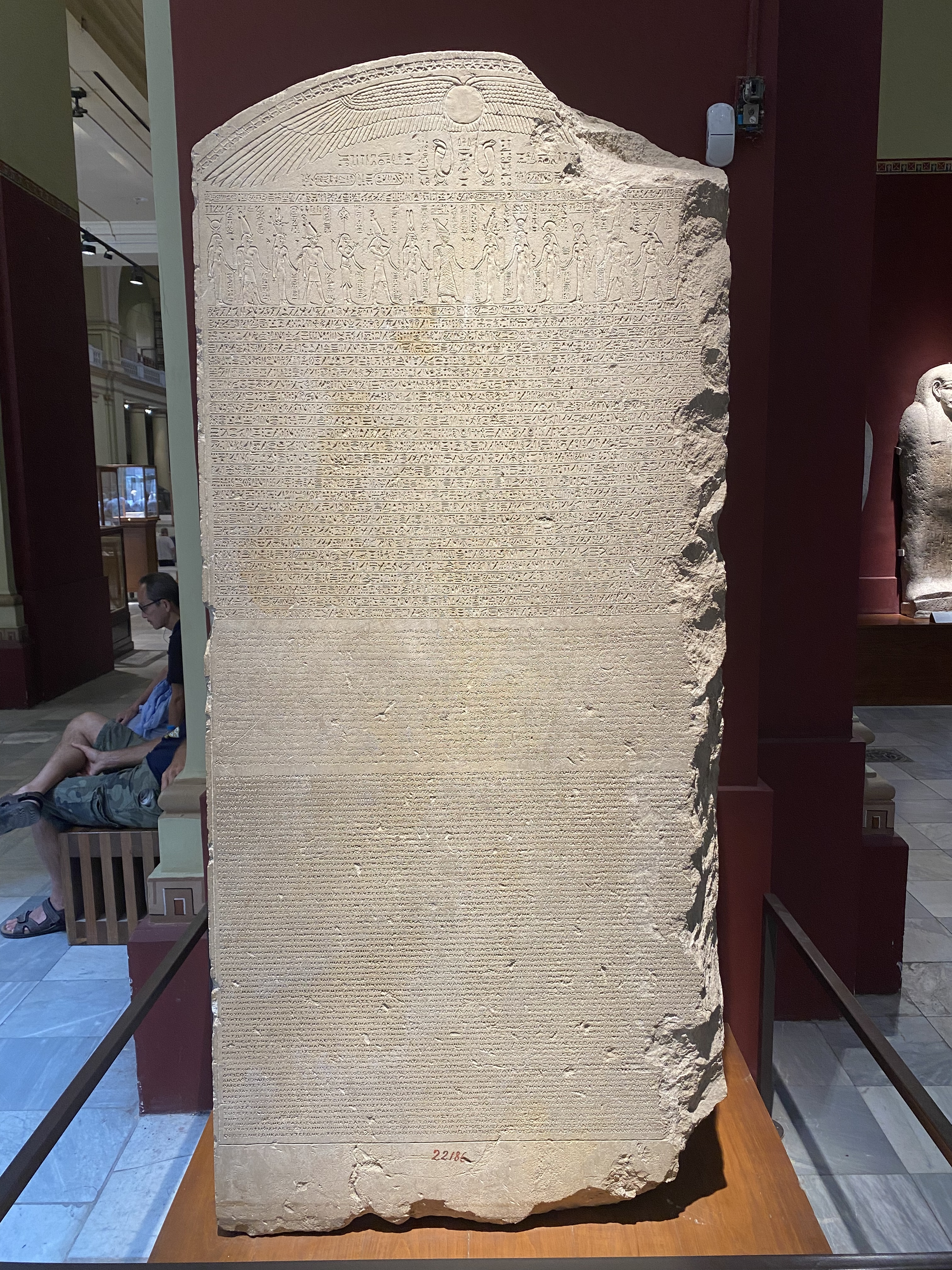
Stele mit dem Kanopus-Dekret im Ägyptischen Museum Kairo

Das Kanopus-Dekret ist die Bezeichnung eines in griechischer sowie demotischer Sprache verfassten Beschlusses einer Priestersynode im Jahr 238 v. Chr., dem neunten Regierungsjahr des Pharaos Ptolemaios III., der zwecks Ehrung im Jahr 237 v. Chr. von Ptolemaios III. und seiner Gemahlin Berenike II. am Tag des heliakischen Aufgangs des Sirius veranlasst wurde.
Das Kanopus-Dekret stand außerdem in Zusammenhang mit den Neujahrsfeierlichkeiten hinsichtlich der Göttin Bastet und beinhaltete die Regelung, dass die Jahreszeit Heriu-renpet alle vier Jahre um einen sechsten Tag ergänzt werden sollte. Mit dieser Ergänzung als Schalttag sollte außerdem die Verlagerung der Jahreszeiten im ägyptischen Verwaltungskalender verhindert werden.

## Fundgeschichte
Bereits am 15. April 1866 fanden Leo Reinisch und Richard Lepsius die Ausführungen des Dekretes auf einer vollständig erhaltenen Kalksteinstele in Tanis (neben dem wissenschaftlichen Wert war mit diesem Fund ein handfester wissenschaftsgeschichtlicher Streit um die Urheberschaft der Entdeckung verbunden). 1881 wurde durch Gaston Maspero in Kom el-Hisn eine erste Kopie entdeckt. In der Folgezeit kamen nur kleine oder schlecht erhaltene Fragmente aus weiteren Grabungen an verschiedenen Orten hinzu.
Während der 18. Grabungskampagne des deutsch-ägyptischen Tell-Basta-Projektes in Bubastis wurde am 16. März 2004 im ersten Hof des Großen Tempels der Göttin Bastet eine weitere Kopie des Kanopus-Dekretes gefunden. Das Dekret war für die Bevölkerung gut sichtbar direkt am Eingang des Bastet-Tempels aufgestellt. Es befand sich nur wenig entfernt von den Statuen Osorkons II. und seiner Gemahlin Karoama. Der neue Fund ist der größte Neufund einer Kopie seit über 100 Jahren und gilt als wichtige dritte Bezugsquelle neben den von Lepsius und Maspero gefundenen Exemplaren.
Aus den Textausführungen wird die Bedeutung der Stadt Bubastis sichtbar, in der die Kultfeierlichkeiten der Göttin Bastet abgehalten wurden, die neben dem Min-Fest, dem Opet-Fest und der Nilschwemme als wichtigste Ereignisse zum ägyptischen Neujahrstag genannt werden.

## Inhalt

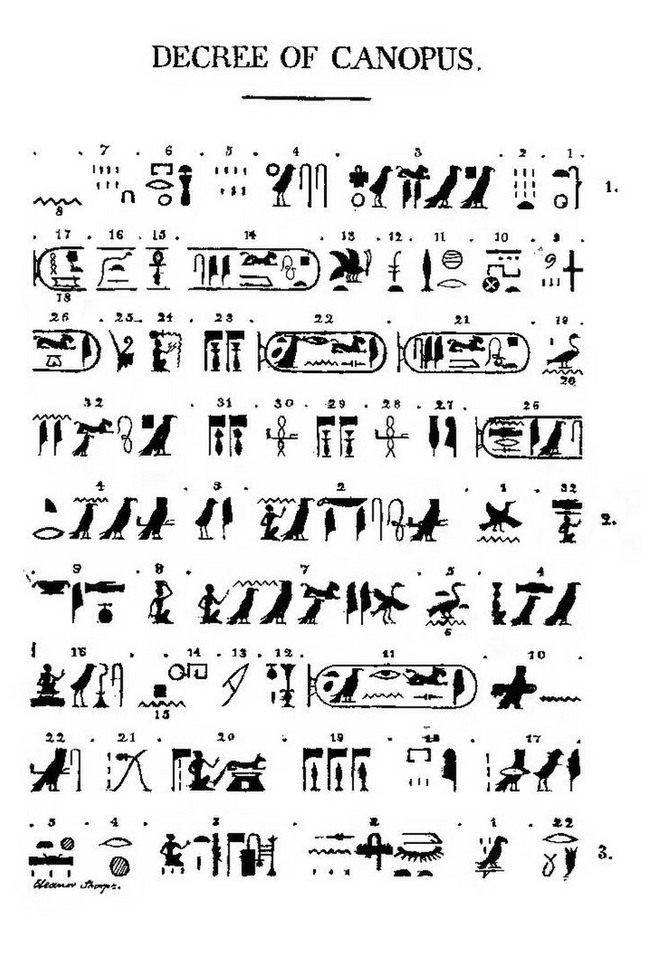
Der Erlass des Kanopus in Hieroglyphen und Griechisch

Im 8. Regierungsjahr von König Ptolemaios III. Euergetes trat in Kanopus, einer Hafenstadt im westlichen Nildelta, eine Priestersynode zusammen. Bereits zuvor hatten Ptolemaios und seine Gemahlin Berenike dem Land mehrere Wohltaten erwiesen, indem zum Beispiel von Persern verschleppte Götterbilder zurückgeführt oder anlässlich einer Dürre auf Steuereinnahmen verzichtet und zusätzliches Getreide aus Nachbarländern für die Bevölkerung importiert wurde. Die Synode fasste daher folgenden Beschluss:
1. Ausweitung der bestehenden Verehrungen des Königspaares in den Heiligtümern des Landes.
2. Zu den bestehenden vier Priesterphylen sollte eine zusätzliche fünfte Phyle eingerichtet werden, die den Namen „Wohltätige Götter“ (Beiname des Königspaares) trug.
3. Öffentliche Festversammlung für Ptolemaios und Berenike am Tag des Sirius-Aufgangs (ägyptischer Neujahrstag).
4. Einführung eines Schaltjahres. Alle vier Jahre sollte im ägyptischen Kalender ein zusätzlicher Tag als Festtag zu Ehren des Königspaares eingefügt werden.
5. Besondere Bestattungsriten für die während der Synode verstorbene Tochter, die ebenfalls den Namen Berenike trug. Einrichtung eines Kultes der Berenike in allen wichtigen Landestempeln.
6. Anfertigung von Stelen, auf denen die Verfügung in Hieroglyphen, Demotisch und Griechisch geschrieben werden sollte. Aufstellung an gut sichtbarer Stelle in allen wichtigen Heiligtümern des Landes.

## Auszüge aus dem Kanopus-Dekret

### Der Erlass

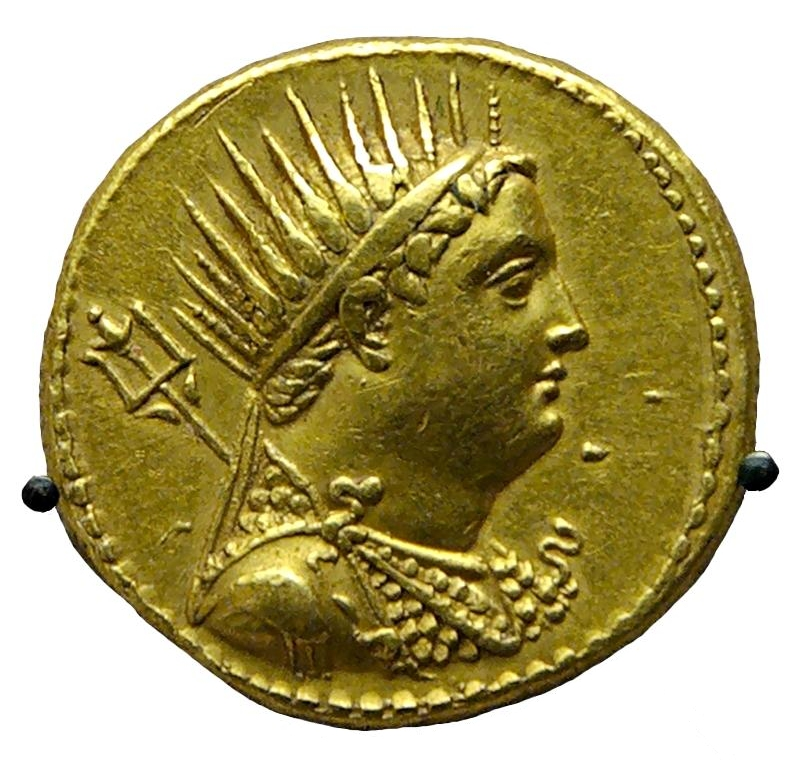
Goldenes Oktadrachmon zu Ehren des vergöttlichten Ptolemaios III.

„Jahr 9, am 7. Apellaios, was als ‚der 17. Tag des ersten Monats der Peret-Jahreszeit von Ptolemaios III.‘, Sohn des Ptolemaios II. und der Arsinoë I., bezeichnet ist. Es gilt der Erlass der Lenonis-Priesterschaft sowie der übrigen Priester und Propheten, die vom 5. Dios, an dem der Geburtstag des Pharaos begangen wird, bis zum 25. Dios, an dem er das Herrscheramt von seinem Vater übertragen bekam, zusammentraten und sagten: Die Götterbilder, die von den Persern aus Ägypten fortgeschafft wurden, hat Ptolemaios III. wieder aus deren Ländern geholt und den Tempeln übergeben. Als in den ersten Jahren seiner Regentschaft nur eine niedrige Nilschwemme einsetzte, verzichtete er auf Abgaben und ließ aus Assyrien, Phönizien, Alassija und anderen Ländern Getreide holen, damit die Menschen in Ägypten nicht an Hunger leiden mussten. Ptolemaios III. und Berenike II. soll ein besonderer und göttlicher Tag der Ehrung gegeben werden.“

### Tod der Tochter Berenike
„Und nachdem dem König Ptolemaios III. und der Herrin beider Länder, Berenike II., eine Tochter geboren wurde, die ebenfalls den Namen Berenike erhielt und als zukünftige Herrscherin proklamiert nachfolgen sollte, passierte es, dass diese Göttin plötzlich und unerwartet in ihrem jungfräulichen Zustand in den Himmel zurückkehrte. Die Priester, die aus dem Land des Königs kamen, verblieben ein Jahr im Haus seiner Majestät und ordneten ein großes Trauern direkt an diesem Ereignis an. Sie kamen, um den König und die Königin anzubeten, um ernsthaft nachzudenken und es zu erlauben, dass diese Göttin mit dem Gott Osiris in dem Tempel von Phaqota platziert wird. Dies ist ein wichtiges Heiligtum unter den Tempeln ersten Ranges, da es der wichtigste Tempel ist und vom König sowie den Einwohnern des ganzen Landes gleichermaßen geehrt wird. Das Betreten des Inneren der heiligen Barke in diesem Tempel durch Osiris findet hier jährlich am 29. Choiak statt; an diesem Tag bringen die Einwohner durchgehend Brandopfer auf den Altären der Tempel ersten Ranges dar, links und rechts im Dromos des Heiligtums.“

### Festtag für die verstorbene Tochter Berenike
„Und weil die kleine Berenike starb, gerade während der Zusammenkunft der Priester in Kanopus, soll man dieser neuen Göttin eine Statue im Heiligtum von Kanopus neben dem Bild von Osiris aufstellen. Und da sie am gleichen Tag starb, an dem einst Hathor, die Tochter des Re, aus dem Leben schied, was in den meisten Tempeln des Landes mit Prozessionen begangen wird, so soll man Berenike ebenso wie diese Göttin am 17. Peret I mit Prozessionen ehren.“

## Passage zur Kalenderreform

### Einfügung eines Schaltjahres
Kontroverse Diskussionen löste eine Passage im Kanopus-Dekret aus, nach der „Sothis sich im Kalender alle vier Jahre um einen Tag verschiebt“. Ludwig Borchardt nahm eine „ungenaue Ausdrucksweise“ an, die eine nur seltene Verschiebung nach drei Jahren nicht erwähnt. Eduard Meyer wertete die Ausführungen im Dekret hingegen als Nachweis für einen bestehenden schematisierten Sothis-Kalender. Rückrechnungen nach der Censorinus-Feststellung, dass ein Sothis-Zyklus konstant 1.460 Jahre betragen würde, schienen Meyers Aussage zu stützen.
Die Priesterversammlung trat noch im 8. Regierungsjahr von Ptolemaios an dessen Geburtstag (28. Oktober) zusammen, während das Verkündungsdatum schon in das 9. Herrschaftsjahr fiel. Der Beschluss konnte sich daher frühestens auf das Jahr 237 v. Chr. nach dem heliakischen Aufgang von Sirius auswirken. Der im Dekret genannte und alle vier Jahre einzufügende Schalttag hatte den ausdrücklichen Zweck, den „Sothis-Tag“ auf den 1. Payni zu fixieren. Der 1. Thot fiel 238 v. Chr. auf den 18. Oktober. Wenn ein schematisierter Sothis-Kalender vorgelegen hätte, wäre Sirius 237 v. Chr. dennoch auf den 2. Payni gewandert. Eine mögliche Verlegung des Dekret-Datums auf 239 v. Chr. kann ausgeschlossen werden, da alle ägyptischen Kalender nur im Jahr 237 v. Chr. die beschriebene Konstellation aufwiesen.
Gegen das Bestehen eines schematisierten Sothis-Kalenders sprach sich unter anderem Richard Anthony Parker aus, der sich auf die astronomischen Aufzeichnungen beruft, die erst für 236 v. Chr. ein Vorrücken von Sothis signalisieren. Parker wertete diesen Umstand als Beleg, dass Sothis-Aufgänge mittels Beobachtung aufgezeichnet wurden und deshalb ein astronomischer Sothis-Kalender in Gebrauch war.

### Schematisierter Mondkalender
Zur Berechnung von Mondzyklen lag den Ptolemäern bereits ein schematisierter Datenzyklus zugrunde, der erkennen ließ, dass 237 v. Chr. eine besondere Kalendersituation eintreten und das Zusammenlegen der Feierlichkeiten ermöglichen würde. Aus diesem Grund sollte die Einführung eines zusätzlichen sechsten Epagomenentages im Jahr 237 v. Chr. die sonst übliche Verschiebung der Kultfeste blockieren. Die nächste gemeinsame Übereinstimmung der Festtage hätte sich erst im nächsten Sothis-Zyklus ergeben.

## Der Kalender des Ptolemaios

### Thronbesteigung und Dekret-Jahr
Die Priester bezogen den 17. Tybi im Kanopus-Dekret auf „den 17. Tybi von Ptolemaios“, weshalb der 3. März im ägyptischen Hauptkalender ausgeschlossen werden kann. Als Krönungsdatum wird mit dem „25. Dios“ Bezug auf den makedonischen Kalender genommen, wobei der Monat Dios den ersten Monat im Mondjahr markiert und zumeist auf Oktober/November fällt.
Im Jahr 238 v. Chr. fiel der 25. Dios auf den 17. November und der 7. Apellaios auf den 30. November.
| Die ägyptischen Kalender im Vergleich zum Ptolemaios-III.-Kalender |                           |                      |                        |                          |
| Ptolemaios-Kalender                                                | Bürgerlicher Mondkalender | Ägyptischer Kalender | Makedonischer Kalender | Datum                    |
| 17. Tybi                                                           | 28. Thot                  | 29. Thot             | 25. Dios               | 16. November 246 v. Chr. |
| 4. Tybi                                                            | 27. Thot                  | 1. Paophi            | 25. Dios               | 17. November 238 v. Chr. |
| 17. Tybi                                                           | 10. Paophi                | 14. Paophi           | 7. Apellaios           | 30. November 238 v. Chr. |

### Nach der Kalenderreform
Nach der Kalenderreform 238 v. Chr. veranlasste die Priesterschaft 237 v. Chr. den üblichen Einschub des Schaltmonats Mesori II im bürgerlichen Mondkalender, da sonst der 1. Thot vor das ägyptische Neujahrsfest im Hauptkalender gefallen wäre.
| Die ägyptischen Kalender und die durch Ptolemaios III. erfolgte Kalenderreform aus 238 v. Chr. |                           |                      |                           |
| Sothis-Mondkalender                                                                            | Bürgerlicher Mondkalender | Ägyptischer Kalender | Datum                     |
| 1. Chenti-chet                                                                                 | 1. Pharmouthi             | 3. Pharmouthi        | 18. Mai 237 v. Chr.       |
| 1. Ipet-hemet                                                                                  | 1. Pachon                 | 2. Pachon            | 16. Juni 237 v. Chr.      |
| 1. Wepet-renpet                                                                                | 1. Payni                  | 1. Payni             | 15. Juli 237 v. Chr.      |
| 1. Techi                                                                                       | 1. Epiphi                 | 1. Epiphi            | 14. August 237 v. Chr.    |
| 1. Menchet                                                                                     | 1. Mesori                 | 30. Epiphi           | 12. September 237 v. Chr. |
| 1. Hut-heru                                                                                    | 1. Mesori II              | 30. Mesori           | 12. Oktober 237 v. Chr.   |
| 1. Schef-bedet                                                                                 | 1. Thot                   | 23. Thot             | 10. November 237 v. Chr.  |
| 1. Ka-her-ka                                                                                   | 1. Phaophi                | 23. Phaophi          | 10. Dezember 237 v. Chr.  |
| 1. Rekeh-wer                                                                                   | 1. Hathyr                 | 22. Hathyr           | 8. Januar 236 v. Chr.     |
| 1. Rekeh-nedjes                                                                                | 1. Choiak                 | 22. Choiak           | 7. Februar 236 v. Chr.    |
| 1. Renutet                                                                                     | 1. Tybi                   | 21. Tybi             | 8. März 236 v. Chr.       |
| 1. Chonsu                                                                                      | 1. Mechir                 | 21. Mechir           | 7. April 236 v. Chr.      |
| 1. Chenti-chet                                                                                 | 1. Phamenoth              | 20. Phamenoth        | 6. Mai 236 v. Chr.        |
| 1. Ipet-hemet                                                                                  | 1. Pharmouthi             | 20. Pharmouthi       | 5. Juni 236 v. Chr.       |